# Cadenatres
Cadenatres (XHTRES-TV) est un ancien réseau de télévision privé mexicain en accès libre appartenant à Grupo Empresarial Ángeles (GEA), une société présidée par Olegario Vázquez Raña et dirigée par Olegario Vázquez Aldir.
Le groupe cesse d'émettre le 26 octobre 2015 et le 17 octobre 2016, il est remplacé par Imagen Televisión.

## Telenovelas
- Las Aparicio (2010)
- El sexo débil (2011)
- Bienvenida realidad (2011)
- El octavo mandamiento (2011-2012)
- Infames (2012)
- La ruta blanca (2012)
- Dulce amargo (2012-2013)
- Fortuna (2013)
- Las trampas del deseo (2013-2014)
- Amor sin reserva (2014-2015)